# Kruisjassen
Kruisjassen is een kaartspel. Het spel vertoont sterke overeenkomsten met het klaverjassen, en verschilt daarvan vooral in de puntentelling. Waar klaverjassen vooral in West-Nederland wordt gespeeld, is het kruisjassen populairder in Oost- en Zuid-Nederland.

## Spelregels
Het spel moet gespeeld worden met vier spelers. Je hebt een vaste partner en dat is degene die schuin tegenover je zit. Het spel wordt gespeeld met 32 kaarten (de 7, 8 ,9, 10, boer, vrouw, heer, aas van elke kleur). Voor een spel wordt er altijd afgesproken tot hoeveel punten je gaat, meestal is dit tot elf punten.
De gever geeft iedereen acht kaarten, hij geeft zichzelf ook acht kaarten maar hiervan legt hij de laatste kaart omgedraaid op tafel. Zodra iedere speler deze kaart heeft kunnen zien pakt hij ook deze kaart op. De kaart die omgedraaid is, is de troefkaart. De soort van deze kaart is dus troef.
Bij kruisjassen krijg je het volgende aantal punten bij een kaart. Als je de laatste slag pakt krijg je 5 punten erbij.
| Kaart                       | Waarde als troefkaart | Waarde zonder troefkaart |
| --------------------------- | --------------------- | ------------------------ |
| Aas                         | 11                    | 11                       |
| Heer                        | 3                     | 3                        |
| Vrouw                       | 2                     | 2                        |
| Boer                        | 20                    | 1                        |
| 10                          | 10                    | 10                       |
| 9 (als troef "nel" genoemd) | 14                    | 0                        |
| 8                           | 0                     | 0                        |
| 7                           | 0                     | 0                        |

Na het delen van de kaarten komt de persoon die links van de gever zit op met een bepaalde kaart, het spel draait met de klok mee. Bij kruisjassen is het de bedoeling dat je van de 146 punten (141 in het spel en 5 bij de laatste slag) die in een spel zitten je er ten minste 100 pakt bij een potje. De boer en de negen van de troef zijn dus de meeste punten waard. Bij elke slag zitten vier kaarten. Degene die van de soort die op tafel wordt gegooid de hoogste kaart bijgooit (volgorde is van hoog naar laag: aas, heer, vrouw, boer, 10, 9, 8, 7) krijgt de slag, tenzij er een kaart van de troef bijgegooid wordt. Als je van de troef de boer opgooit is de slag altijd voor jou, en als je de negen opgooit ook, tenzij de boer van de troef erbij ligt, verder geldt ook hierbij de normale volgorde. Je moet echter bij een slag altijd wel bedienen van de soort, tenzij je deze niet hebt of als je een troefkaart erbij gooit.
Na een slag gaat de slag naar een van de twee personen in het team dat de slag gewonnen heeft, deze persoon telt het hele potje door het aantal punten van zichzelf en zijn medespeler. Nadat alle slagen verdeeld zijn telt hij en een van de twee tegenspelers die geteld heeft het aantal punten wat bij zijn pakje kaarten zit, als je samen met je medespeler 100 punten of meer gehaald hebt krijg je twee punten in de stand erbij. Als je alle slagen hebt gehaald krijg je vijf punten erbij in de stand. Heb je minder dan krijg je geen punten. Wie het eerste het vooraf afgesproken aantal punten haalt in de stand heeft gewonnen.

### Met tik
Bij kruisjassen met tik gelden dezelfde spelregels als bij het gewone kruisjassen, alleen mag degene die de punten telt van je team op de tafel tikken nadat je 50 punten hebt gehaald, bijvoorbeeld als je waarschijnlijk toch geen 100 punten kunt halen met z’n tweeën. Degene die het eerste getikt heeft, je tegenspeler of jijzelf krijgt dan 1 punt. Als je alle slagen hebt gehaald en je hebt getikt dan krijg je zes punten extra in de stand.